# Cantó de Maubeuge-Sud
El cantó de Maubeuge-Sud és una divisió administrativa francesa, situada al departament del Nord i la regió dels Alts de França.

## Composició
El cantó de Maubeuge-Sud aplega les comunes següents :
- Boussois
- Cerfontaine
- Colleret
- Damousies
- Ferrière-la-Grande
- Ferrière-la-Petite
- Louvroil
- Maubeuge
- Obrechies
- Quiévelon
- Recquignies
- Rousies
- Wattignies-la-Victoire

## Història
| Date d'elecció                        | Identitat         | Partit |
| ------------------------------------- | ----------------- | ------ |
| 2001-                                 | Philippe Dronsart | PS     |
| Les dades anteriors no són conegudes. |                   |        |
|                                       |                   |        |

| 1962 | 1968 | 1975 | 1982 | 1990 | 1999   | 2006   |
| ---- | ---- | ---- | ---- | ---- | ------ | ------ |
| -    |      |      |      |      | 37.863 | 36.913 |